# 千葉重胤
千葉 重胤（ちば しげたね）は、戦国時代の武将。千葉氏の第31代当主。第29代当主・千葉邦胤の子。母は岩松守純の娘。ただし、天正11年（1583年）生まれとする異説もある（国立公文書館本『千学集抄』）。法名、長胤（ちょういん）。

## 生涯
1585年に父が家臣によって暗殺された後、千葉氏の家督は北条氏政の子・千葉直重が継ぐこととなり、まだ幼い千鶴丸（重胤）は後北条氏の人質として母とともに小田原に住むこととなった。ただし、母と共に上野国に送られて母方の岩松氏の監督下に置かれたとする説もある。細かい時期は不明だが、のちに直重から1字を与えられて重胤と名乗り、千葉氏を継いだものとみられる。
1590年に後北条氏が滅亡すると、千葉氏も後北条氏の与党と見なされて所領を没収された。その後、重胤は各地を流浪し、一時母が崇源院に仕えていた縁で徳川幕府より領地を与えられた（一説には母の縁で土井利勝に召されたとも）こともあったが、やがて領地を返上して浪人となり、最終的には1633年に江戸で死去したと言われている。享年58。